# Fours (Gironde)

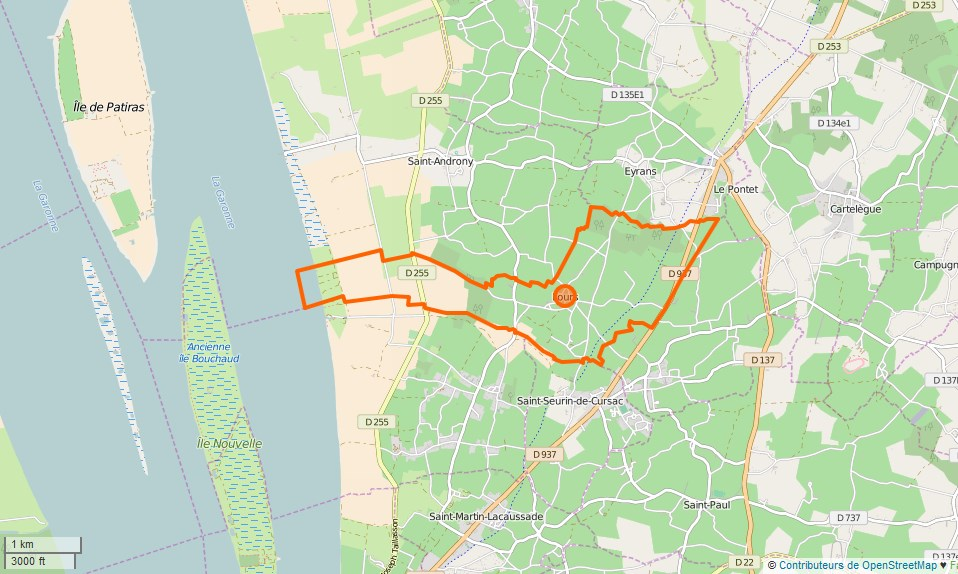
Gemeindegrenzen von Fours

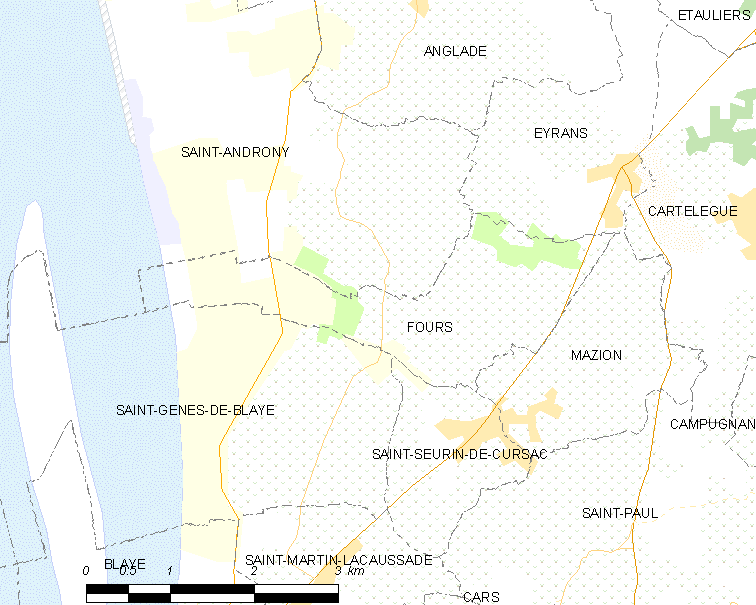
Umgebungskarte von Fours (Gironde)

Fours ist eine französische Gemeinde mit 265 Einwohnern (Stand 1. Januar 2022) im Département Gironde in der Region Nouvelle-Aquitaine. Sie gehört zum Arrondissement und zum Kanton L’Estuaire.

## Geografie
Das Gemeindegebiet von Fours grenzt im Westen an die Gironde.

## Bevölkerungsentwicklung
| Jahr      | 1962 | 1968 | 1975 | 1982 | 1990 | 1999 | 2006 | 2017 |
| Einwohner | 241  | 208  | 195  | 252  | 250  | 279  | 285  | 318  |

## Sehenswürdigkeiten
- Pfarrkirche Saint-Louis